# Закон Хирта
Зако́н Хи́рта (также «правило Хирта» или «закон Хирта — Иллич-Свитыча») — фонетический закон, открытый в 1895 году Германом Хиртом и актуальный для прабалтославянского языка.
Закон Хирта является важным аргументом в пользу существования балто-славянского единства.
Для праиндоевропейского языка важность закона Хирта заключается в том, что он проводит строгое соответствие между балто-славянской и ведическо-древнегреческой акцентуацией.

## Характеристика
Согласно этому закону в его современной форме, ударение смещалось на предударный слог, содержащий не чередующуюся по аблауту гласную или слоговый сонорный звук, если за гласным предударного слога непосредственно следовал неслоговый ларингал. Закон Хирта не действовал, если ларингал предшествовал гласной или если ларингал следовал за вторым компонентом дифтонга. Закон Хирта не действовал в слогах, где долгая гласная была унаследована из праиндоевропейского языка или появилась в результате действия закона Винтера, а также в случаях, когда ларингал находился в интервокальном положении.
Закон Хирта не объясняет акцентуации существительных склонения на *-u-, таких, как *sŷnъ «сын», относящегося к акцентной парадигме c и характеризующегося циркумфлексом. В. М. Иллич-Свитыч считал такую акцентуацию вторичной, однако К. Эбелинг полагает, что его аргументация неубедительна.
Кроме того, закон Хирта в ряде случаев неприменим к глаголам: сербохорв. pȉti «пить», аорист: pȉh «я выпил», pî «он выпил», l-формы: pȉo, píla.
Исходя из этих фактов, К. Эбелинг сделал вывод, что оттяжка ударения по закону Хирта происходила только с непосредственно следующего слога, а затем в парадигмах, где форм с оттяжкой было большинство, произошло выравнивание по аналогии.

## Примеры
Первый список примеров на действие закона был собран самим Хиртом, затем этот список был дополнен И. Микколой и Т. Лером-Сплавинским.
- пра-и.е. *dʰuh2mós «дым» (санскр. धूमः IAST: dhūmáḥ, др.-греч. θῡμός «дыхание жизни, жизненное начало, жизнь») > (прабалтослав. *dū́ˀmås[~ 1]) > лит. dū́mai (мн. ч., акцентная парадигма 1), латыш. dũmi (мн. ч.); праслав. *dy̋mъ[11] (акцентная парадигма a) > сербохорв. dȉm (род. п. dȉma), рус. дым (род. п. ды́ма), чеш. dým[12][4][9];
- пра-и.е. *gʷriHwéh2 «шея, грива» (санскр. ग्रीवा IAST: grīvā́) > (прабалтослав. *grī́ˀṷāˀ[~ 1]) > латыш. grĩva; праслав. *gri̋va[11] (акцентная парадигма a) > сербохорв. grȉva, словен. gríva, болг. гри́ва, рус. гри́ва[13][10][4][9];
- пра-и.е. *pl̥h1nós «полный» (санскр. पूर्णः IAST: pūrṇáḥ) > (прабалтослав. *ˈpīˀlnas[~ 1]) > лит. pìlnas (акцентная парадигма 1), латыш. pil̃ns; праслав. *ˈpīlnu[~ 1] (акцентная парадигма a) > сербохорв. pȕn[13][9];
- пра-и.е. *puHrós (санскр. पूरः IAST: pūráḥ, др.-греч. πῡρός «пшеница») > лит. pū̃ras; праслав. py̋rъ[11] > сербохорв. pȉr (род. п. pȉra), чеш. pýr «пырей»[14][15];
- пра-и.е. *dl̥h1gʰós >(прабалтосл. *díˀlgas) «длинный» (санскр. दीर्घः IAST: dīrgháḥ, др.-греч. δολιχός) > лит. ìlgas, латыш. il̃gs, сербохорв. dȕg[13].
- пра-и.е. *deh2u̯ḗr- «деверь» (санскр. देवा IAST: devā́, др.-греч. δᾱήρ) > лит. díeveris, dieverìs, латыш. diẽveris; праслав. dě̋verь[11] > сербохорв. dȅvēr, рус. де́верь[13][16];
- пра-и.е. dʰoHnéh2 > прабалт. *dṓˀnāˀ > лит. dúona «хлеб», латыш. duõna[15].

## Относительная хронология
Данный закон относится к более раннему периоду, чем утрата слоговых сонорных в прабалтославянском языке.
К. Л. Эбелинг считает, что закон Хирта осуществился раньше, чем закон Иллич-Свитыча.

## Критика и отрицание закона Хирта
Закон Хирта отрицали такие учёные как А. Мейе, Н. Ван-Вейк и Т. Торбьёрнсон, которые полагали, что в данном случае мы имеем дело с колебанием места ударения в отдельных словах в разных индоевропейских языках. В. М. Иллич-Свитыч полагает, что поскольку для закона Хирта существует большое количество надёжных примеров, списывать их все на случайные расхождения нельзя.
Советский акцентолог Л. А. Булаховский, обсуждая в ряде своих работ вопрос о балто-славянских отношениях, полагал, что в действительности не имеется надежных оснований для принятия закона Хирта в славянском, также, однако, отмечая, что поправка Лер-Сплавинского к закону Хирта, сформулированная для праславянского языка, делает его действие в славянском более вероятным. Кроме того, Т. Г. Хазагеров характеризует закон Хирта как сомнительный.
В свою очередь, голландский лингвист Пепейн Хендрикс критикует представителей московской акцентологической школы и конкретно В. А. Дыбо за придание закону Хирта неопределенного статуса в связи с сомнением В. А. Дыбо относительно его применимости к ряду акцентологических процессов в славянском.
Немецкий индоевропеист Герт Клингеншмитт в своих лекциях по славянской акцентуации не принимает действие закона Хирта в славянском. Т. Оландер пишет, что гипотеза Клингеншмитта не была нигде опубликована полностью, в связи с чем её сложно критиковать, однако отмечает, что судя по имеющимся сведениям, она выглядит малоправдоподобной.